# Ojfn pripečik

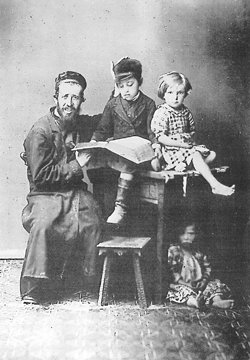
Ojfn pripečik

Ojfn pripečik (v jidiš אױפן פּריפּעטשיק‎, V kamnech) je píseň v jazyce jidiš složená Markem Varšavským (1848–1907).
V písni se zpívá o rabínovi, učícím děti hebrejskou abecedu. Od svého vzniku na konci 19. století je to jedna z nejpopulárnějších písní Židů, mluvících jidiš. Stala se symbolem židovského světa před holocaustem.
Čtvrtá sloka vnáší do písně tragický patos: „Až, děti, vyrostete, / samy pochopíte / kolik slz je v těchto písmenech / a kolik pláče.“ Vychází to z tradičního jidiš úsloví, že „židovské dějiny jsou psány slzami“
Píseň byla mimo jiné použita ve filmu Schindlerův seznam.